# نامه یکم یوحنا
نامهٔ یکم یوحنا (یا رسالهٔ اول یوحنا، یا به اختصار : اول یوحنا) یکی از کتاب‌های عهد جدید است که منسوب به یوحنای انجیلی است.
رساله اول یوحنا، دو هدف اصلی را دنبال می‌کند: نخست، مؤمنان را تشویق می‌کند که در رفاقت و مصاحبت با خدا و پسرش عیسی مسیح زندگی کنند؛ دوم، دربارهٔ تعالیم نادرستی که به این رفاقت صدمه می‌زند، هشدار می‌دهد.
این تعالیم نادرست بر این اندیشه استوار بود که جهانِ مادی فی نفسه پلید است و تماس با آن باعث ناپاکی می‌شود. فقط روح پاک است؛ لذا عیسی مسیح، پسر خدا، نمی‌توانست جسم انسانی به خود بگیرد، چراکه جسم ناپاک است و خدا پاک. گروهی از این معلّمان تعلیم می‌دادند که برای رستگار شدن باید بدن را آزار داد و از قید آن رها شد؛ گروهی دیگر ادعا می‌کردند که چون نجات امری روحانی است که به روح انسان مربوط می‌شود، پس گناهانی که انسان با بدن خود می‌کند، تأثیری بر نجات او و سلامت روحش ندارد؛ پس می‌توان هر کاری کرد.
نویسنده برای مقابله با این تعالیم، به‌روشنی بیان می‌دارد که عیسی مسیح براستی انسان شد و جسم انسانی به خود گرفت. او همچنین تأکید می‌ورزد که همهٔ آنان که به عیسی ایمان دارند و خدا را محبت می‌کنند، باید از گناه و شرارت دوری گزینند و بخصوص محبت خود را در عمل به همنوعان خویش نشان دهند.

## تقسیم‌بندی کلی
۱ - مقدمه (۱:۱–۴)
۲ - نور و تاریکی (۱:۵ تا ۲:۲۹)
۳ - فرزندان خدا و فرزندان شیطان (فصل ۳)
۴ - راستی و ناراستی (۴:۱–۶)
۵ - وظیفه ما در محبت کردن (۴:۷–۲۱)
۶ - ایمان پیروزمند (فصل ۵)